# Матекитонга Моакиола
Матекитонга Моакиола (енгл. Matekitonga Moeakiola; 16. мај 1978) професионални је рагбиста. Рођен је на Тонги, али игра за САД. Дебитовао је за америчку репрезентацију 2007. на светском првенству и постигао есеј у групној утакмици против Енглеске. Играо је и на светском првенству 2011. За репрезентацију САД одиграо је до сада 32 тест меча.